# Ellis Genge
Ellis Genge (Bristol, 16 febbraio 1995) è un rugbista a 15 internazionale per l'Inghilterra, che gioca nel ruolo di pilone nel Bristol.

## Biografia
Nativo di Bristol, Genge iniziò a giocare a rugby all'età di dodici anni nel club locale degli Old Redcliffians. Dopo quattro anni si trasferì nelle giovanili dell'Hartpury College dove fu anche capitano della squadra. A diciotto anni firmò un contratto biennale con il Bristol spostandosi definitivamente dal ruolo di terza linea centro a quello attuale di pilone. Fece il suo esordio professionistico con la squadra della West Country contro i London Scottish durante la stagione 2014-2015 della RFU Championship; dopo questa sua prima presenza, trascorse il gennaio 2015 in prestito al Plymouth per poi tornare alla base a campionato in corso. Iniziò la stagione successiva sempre nel Bristol, ma, nel febbraio 2016, passò nuovamente con la formula del prestito al Leicester; rimase lì fino a maggio disputando anche, dalla panchina, la semifinale della English Premiership 2015-2016 persa contro i Saracens. Pochi giorni dopo questa sconfitta si trasferì in maniera permanente ai Tigers. Nella sua prima annata con la nuova squadra vinse la Coppa Anglo-Gallese e fu nominato miglior rivelazione dell'English Premiership 2016-2017, torneo nel quale giunse fino alle semifinali.
A livello internazionale, Genge rappresentò la nazionale under-20 inglese nel 2015, anno nel quale vinse il Sei Nazioni di categoria ed arrivò alla finale del mondiale. Solo un anno dopo debuttò con l'Inghilterra durante il test match di maggio contro il Galles; successivamente fu incluso nei convocati per il tour estivo a casa dell'Australia, ma non scese in campo in nessun incontro. Nel 2017 partecipò alla tournée di giugno in Argentina e disputò due amichevoli nella sessione di novembre. Assente dalla nazionale per tutto il 2018, ritornò in occasione del Sei Nazioni 2019, dove giocò quattro partite. Nell'agosto 2019, dopo la sfida preparatoria disputata da titolare contro il Galles, il ct Eddie Jones lo incluse ufficialmente nella lista dei trentuno convocati per la Coppa del Mondo di rugby 2019.

## Palmarès
- Premiership: 1
Leicester: 2021-22
- Coppe Anglo-Gallesi: 1
Leicester: 2016-17